# Rote Garden (China)

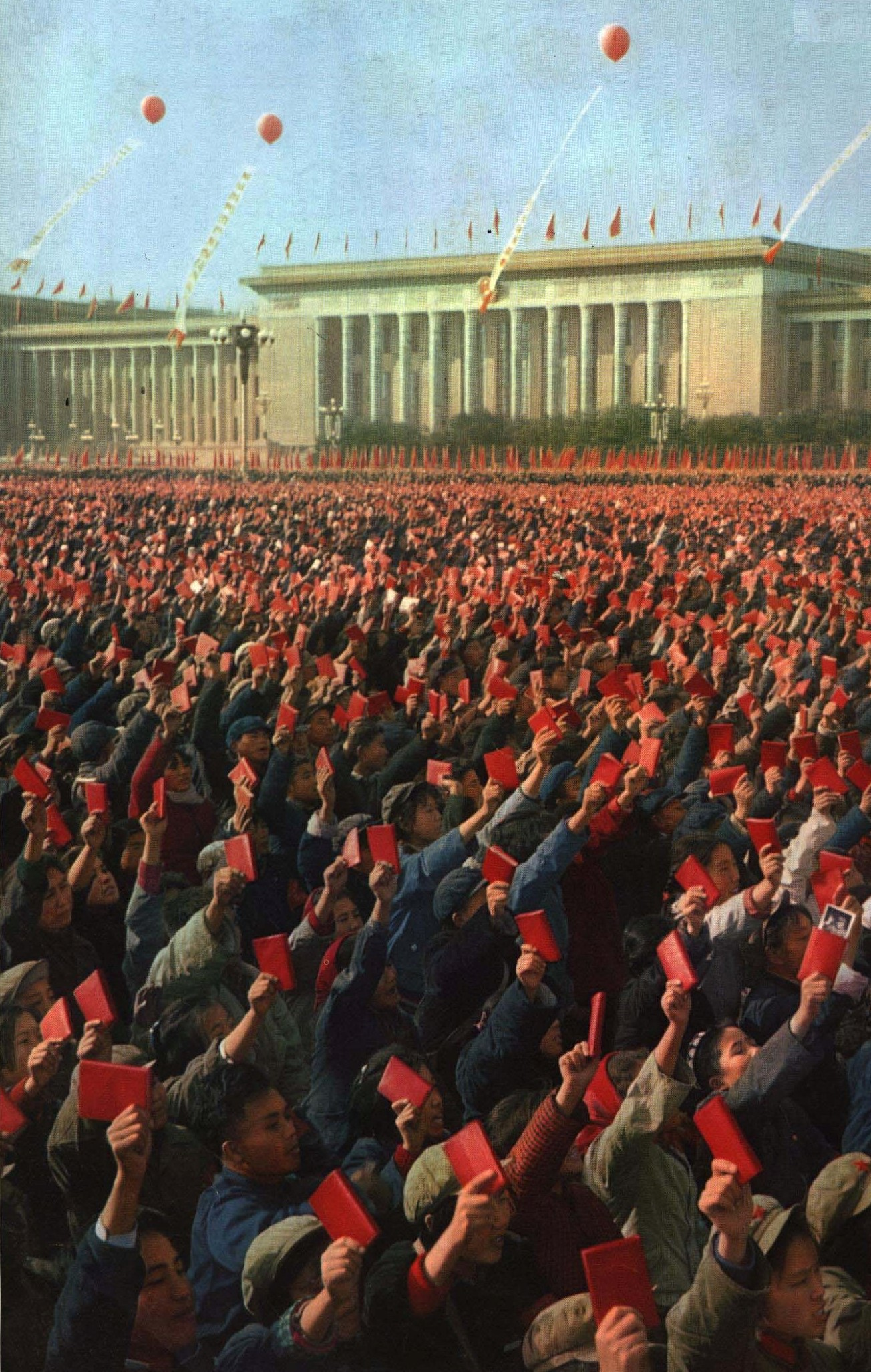
Rote Garden auf dem Platz des Himmlischen Friedens (1967)

Die Roten Garden (chinesisch 紅衛兵 / 红卫兵, Pinyin Hóngwèibīng) waren die Träger der von Mao Zedong initiierten Kulturrevolution (1966–1976) in der Volksrepublik China. Die Bewegung der Roten Garden in Peking erreichte im „Roten August“ 1966 ihren Höhepunkt und breitete sich dann auf andere Orte auf dem chinesischen Festland aus.

## Hintergrund

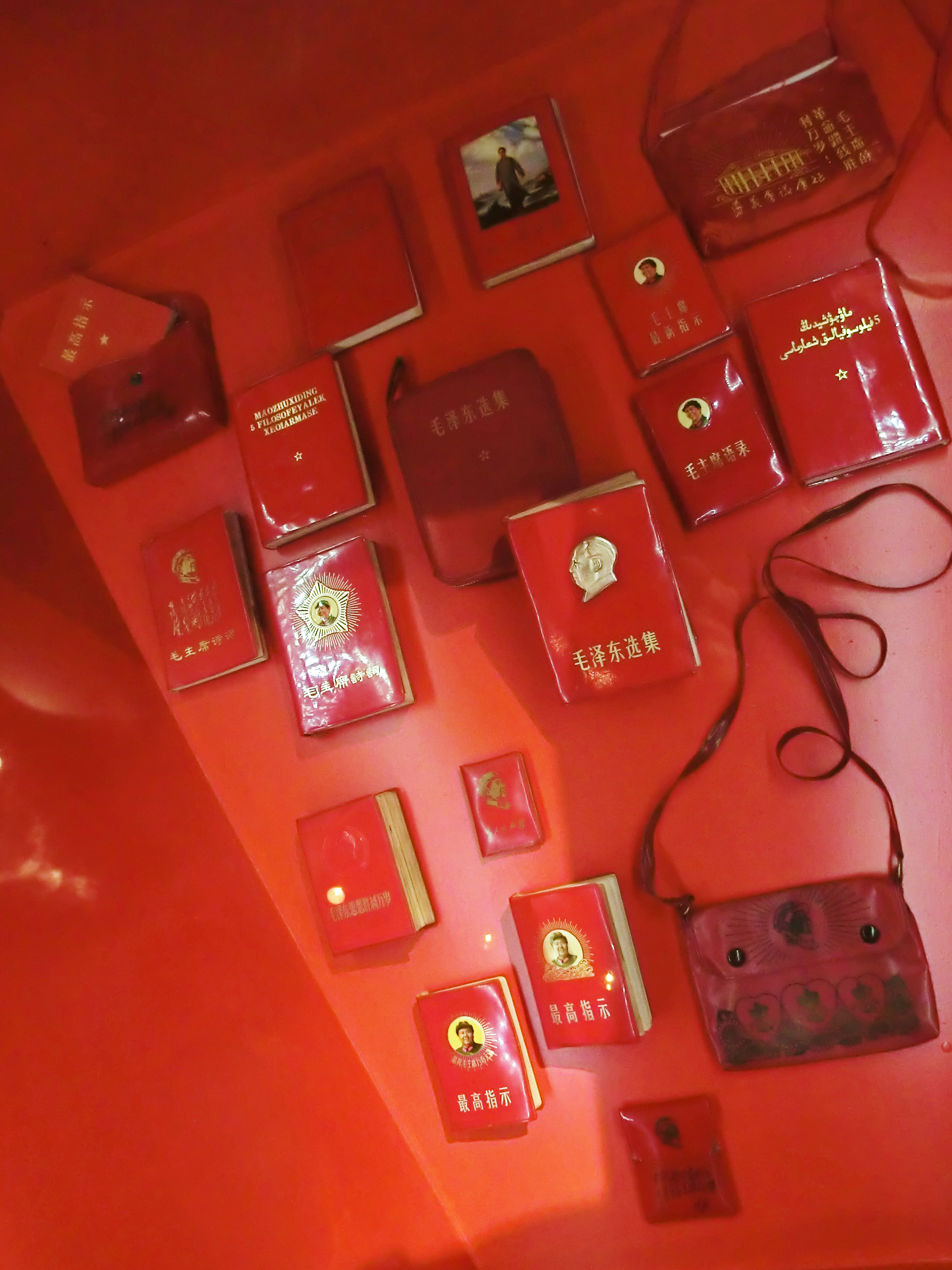
„Worte des Vorsitzenden Mao“ in verschiedenen chinesischen Sprachen, viele Rotgardisten führten das „kleine Rote Buch“ mit sich

Die Große Proletarische Kulturrevolution war von Mao ins Leben gerufen worden, um seine Macht zu festigen und seine vermeintlichen Gegner im Machtapparat unter dem Vorwand, sie hätten den „kapitalistischen Weg“ eingeschlagen und wären in Wahrheit keine Kommunisten, sondern Revisionisten, aus strategisch wichtigen Positionen zu vertreiben. Demnach hätten sich Reaktionäre heimlich in der Partei und in den Bildungs- und Kultureinrichtungen eingenistet, um ein kapitalistisches System durchzusetzen.

## Gründung
Vor diesem Hintergrund hängte Nie Yuanzi, eine Parteisekretärin der Peking-Universität, am 25. Mai 1966 nach Absprache mit Vertrauten Maos ein Wandplakat auf, auf dem sie die Führungspersonen ihrer Universität als Revisionisten denunzierte. Das war der Auftakt, der zur ersten Gründung von Roten Garden am 29. Mai 1966 durch Schüler der Elitemittelschule der Tsinghua-Universität in Peking führte. Ihr Ziel war der Schutz des Vorsitzenden Mao und der Mao-Zedong-Gedanken gegen alle Feinde und somit der Kampf gegen den Revisionismus. Damit war eine neue, feste Organisationsform für die Jugend geboren, und Mao hatte ihm treu ergebene Truppen zur Verfügung, um gegen seine Gegner vorgehen zu können. Legitimität erhielten die Roten Garden durch die höchste Autorität Mao selbst. Mitglieder der ersten Roten Garden hatten ihm am 28. Juli zwei revolutionäre Wandplakate geschickt. In seinem Antwortbrief sagte er den Schülern seine Unterstützung zu und prägte die entscheidende Phrase „zu rebellieren ist gerechtfertigt“. Ein symbolischer Akt vervollständigte das Bild der Sympathie Maos für diese „revolutionären Nachfolger“. Am 18. August nahm er auf dem Tian’anmen-Platz vor einer Million rebellierender Schüler und Lehrer von einer Mittelschülerin ein rotes Armband an, das Erkennungszeichen der Roten Garden.

## Arbeitsgruppen
Nie Yuanzis Wandplakat wurde landesweit propagandistisch verbreitet und gepriesen. Im Zuge dessen kritisierten Schüler und Studenten in ganz China Lehrer und Kader an den Bildungseinrichtungen, denen sie vorwarfen, den „kapitalistischen Weg“ zu beschreiten. Um diese Entwicklung unter Kontrolle zu bringen, schickte das Politbüro Anfang Juni 1966 sogenannte Arbeitsgruppen, die aus erfahrenen Kadern bestanden, in die Schulen und Universitäten. Diese versuchten die Kritik auf Lehrer zu lenken, die eine bourgeoise Vergangenheit hatten. Sie suchten fortan die zu kritisierenden Personen aus, beschützten diese aber auch vor tätlichen Übergriffen der Jugendlichen. Dies wurde von manchen Schülern und Studenten kritisiert, die als Angehörige der Massen das Recht verlangten, die Ziele selber auszusuchen und ihnen mit Gewalt Geständnisse abzuringen. Mao unterstützte diese Forderung der Jugendlichen und verurteilte die Entsendung der Arbeitsgruppen als eine „Unterdrückung der Massen“. Daraufhin wurden die Arbeitsgruppen Ende Juli 1966 abgezogen.
Die Jugend hatte nun freie Hand für die Denunzierung von Kadern und Lehrern, mit denen sie Kampfsitzungen abhielten. Dabei wurden den Opfern lange Schandhüte aufgesetzt, man klebte ihnen Plakate auf den Rücken oder spritzte ihnen Tinte ins Gesicht. Bei den kleineren Kampfsitzungen konnte nur eine Handvoll Zuschauer dabei sein, die größten umfassten Zehntausende in den großen Stadien Pekings. Die gestürzten Kader mussten Schilder mit ihrem durchgestrichenen Namen um den Hals tragen, stundenlang in unbequemen Positionen verharren und dabei ihre „Verbrechen“ gestehen. Viele Opfer begingen als Folge der Demütigungen Selbstmord.

## „Roter Terror“

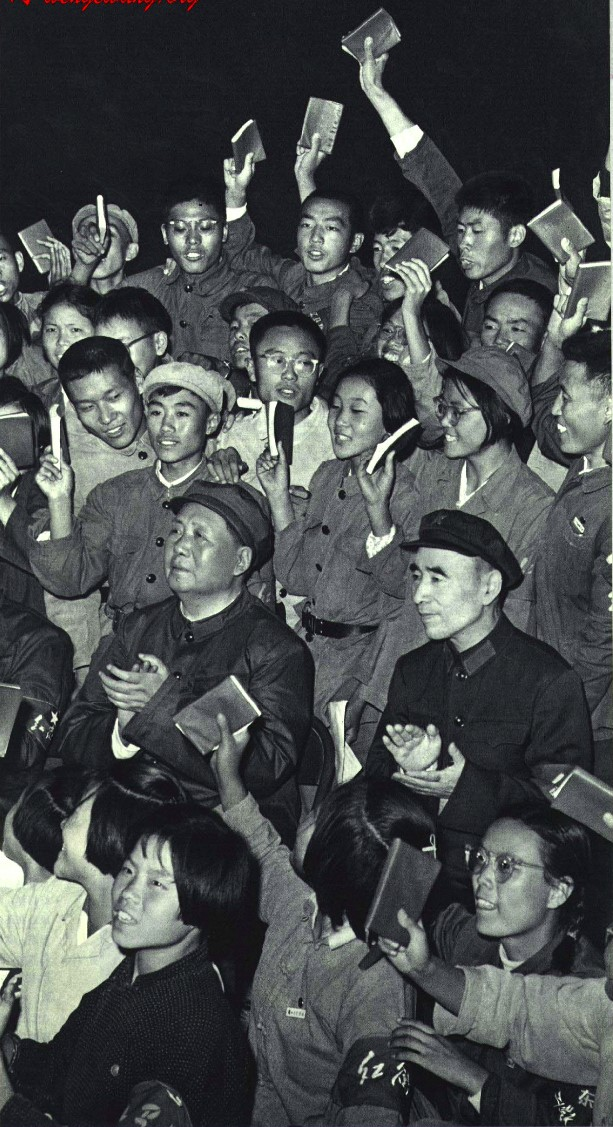
Mao Zedong, Lin Biao und die Roten Garden (1966)

Im Kampf gegen den Revisionismus nahm die Zerstörung der Vier Alten eine zentrale Rolle ein. Um eine neue, sozialistische Gesellschaft aufzubauen, sollte das Erbe der alten Gesellschaft ausgelöscht werden. Die Kampagne richtete sich dementsprechend gegen die „alten Ideen, Kultur, Bräuche und Gewohnheiten“. Auf einer Massenversammlung auf dem Platz des Himmlischen Friedens am 18. August 1966 rief Verteidigungsminister Lin Biao die Roten Garden auf, diese Aufgabe zu erfüllen. Die gewalttätige Durchführung dieses Auftrags nannten die Garden „Roter Terror“.
Zunächst plünderten sie die Wohnstätten früherer Kapitalisten, Großgrundbesitzer und gestürzter Kader. Sie zerstörten alles, was mit der Kultur der Bourgeoisie in Verbindung gebracht werden konnte, wie Bücher, Musikinstrumente, Schallplatten, Möbel usw. Auf der Straße schnitten sie Frauen die langen Zöpfe und die Hacken hoher Schuhe ab. Die harmloseste Maßnahme dieses Sturmes war die Umbenennung von Straßen, Schulen und Geschäften. In Peking gaben sie der Straße, in der die sowjetische Botschaft stand, den Namen „Anti-Revisionisten-Straße“. Rote Garden aus Guangdong benannten sogar Hongkong in „Vertreibt-die-Imperialisten-Stadt“ um.
Ein Großteil chinesischer Kulturstätten fiel den jungen Revolutionären zum Opfer, so z. B. der Konfuziustempel in Qufu. Insbesondere religiöse Stätten griffen sie landesweit an, sie zerschlugen Statuen und Fresken und verbrannten eine Unzahl kostbarer Bücher. Der Kaiserpalast in Peking ist der Zerstörung nur entgangen, weil Premierminister Zhou Enlai ihn durch Einheiten der Volksbefreiungsarmee bewachen ließ.

## Revolutionstourismus
Die Kulturrevolution breitete sich unter anderem in ganz China aus, weil den Roten Garden kostenlose Reisen mit der Eisenbahn sowie Kost und Logis landesweit gewährt wurden. Beliebte Ziele waren neben Peking und anderen Großstädten vor allem die Stätten aus der revolutionären Geschichte der Kommunistischen Partei Chinas wie z. B. das Jinggang-Gebirge und Maos Heimatstadt Shaoshan.

## Zersplitterung der Bewegung

Mao Zedong und die Roten Garden (1967)

Da die Roten Garden sich selbst gründeten und keinem festen Organisationsapparat angehörten, bildeten sich ab Sommer 1966 verschiedene Interessengruppen heraus, die sich gegenseitig bekämpften. Uneinigkeit bestand darin, welche Kader geschützt und welche denunziert werden sollten, welche Gruppe die Meinungsführerschaft an einer Bildungseinrichtung zu übernehmen hatte, ob die Arbeitsgruppen unterstützt oder vertrieben werden sollten usw. Dies führte in den meisten Städten Chinas zur Bildung verschiedener Faktionen, die sich gewalttätig bekämpften. Dabei wurden Waffen von Ziegelsteinen über Messer und Speere bis hin zu Feuerwaffen und Artilleriegeschützen verwendet. Teile Chinas versanken in einem bürgerkriegsähnlichen Zustand.
In der Regel teilt man die Faktionen nach ihren Interessen in „Konservative“ und „Rebellen“. Demnach seien die konservativen Gruppen stärker an einer Erhaltung des Status quo interessiert gewesen, während die Rebellen ein stärkeres Interesse an einer Umwälzung der Machtverhältnisse gehabt hätten. Bereits in den 80er Jahren wurde die „Klassenherkunft“ als eine Ursache für die Spaltung der Bewegung gesehen. Die Bevölkerung war damals in drei Klassen unterteilt, die Zugehörigkeit bestimmte sich durch die Berufstätigkeit vor der Machtübernahme durch die Kommunisten 1949. Die „Klassenherkunft“ determinierte sich nach dem Beruf des Vaters. Zu den Jugendlichen „roter Klassenherkunft“ gehörten die Kinder ehemaliger Kleinbauern, Arbeiter und revolutionärer Kader, Armeeangehöriger und Märtyrer. Die „gewöhnlicher Klassenherkunft“ kamen aus Intellektuellen- oder Angestelltenfamilien, während die „schwarzer Klassenherkunft“ Kinder ehemaliger Kapitalisten und Großgrundbesitzer waren.
Die Mitgliedschaft in den Roten Garden sei anfangs ausschließlich Jugendlichen „roter Klassenherkunft“ vorbehalten gewesen. Demnach mussten sich insbesondere die Kinder von Intellektuellen als Revolutionäre zweiter Klasse fühlen. Anfang Oktober 1966 gab die politische Führung, die bis dahin ebenfalls die Klassenlinie betont hatte, Anzeichen eines Kurswechsels und sagte, man dürfe die Klassenherkunft nicht alles bestimmen lassen, sondern sollte lieber auf die politische Leistung jedes Einzelnen schauen. Neue Rote Garden gründeten sich, die auch Jugendliche „gewöhnlicher“ oder „schwarzer“ Herkunft aufnahmen und sich der „Rebellen“-Faktion zugehörig fühlten. Die ursprünglichen „konservativen“ Garden öffneten sich nun auch den ehemals verschmähten Kommilitonen, aber der Großteil bevorzugte neue „Rebellen“-Gruppierungen, die die vormalige starke Betonung der Klassenlinie als revisionistisch zurückwiesen. So standen sich die Kinder der Mittelschicht und die Kinder der Funktionäre in sich bekämpfenden Faktionen gegenüber.
Neuere Forschungen weisen die Klassenherkunft als Ursache für die Spaltung in Faktionen zurück. Sie nennen die Meinungsverschiedenheiten über die Arbeitsgruppen als Ursache für die Spaltung, insbesondere in der Hauptstadt Peking.

## Auflösung

Ein Treffen der Rotgardisten

Mao versuchte, den Faktionskämpfen ein Ende zu setzen, schließlich sollten die Roten Garden „revolutionäre Nachfolger“ hervorbringen und sich nicht gegenseitig über Personalien zerstreiten. Im Oktober 1967 ordnete die Partei an, dass der Unterricht der Schüler und Studenten, der nun über ein Jahr ausgesetzt war, wieder beginnen sollte. Das gelang allerdings nicht sofort, da ein Großteil der Lehrer verfolgt worden war und jetzt nicht wieder eingesetzt werden konnte. Dazu kam ein Disziplinproblem der Jugendlichen. Sowohl die Konzentration auf akademische Leistungen war seit Beginn der Kulturrevolution diskreditiert, als auch der Respekt vor Lehrpersonen zerstört worden. Viele Jugendliche waren zudem monatelang in die gewaltsamen Faktionskämpfe verstrickt. Entsprechend erfolglos waren die Versuche, wieder mit dem Unterricht zu beginnen. Nur einige politische Kurse konnten wieder aufgenommen werden, die Faktionskämpfe indes gingen weiter.
Im Juli 1968 zog Mao die Reißleine und löste die bis dahin existierenden Roten Garden auf. Arbeitsgruppen und Einheiten der Volksbefreiungsarmee kamen nun im ganzen Land an die Schulen und übernahmen die Kontrolle. Die Jugendlichen wurden teilweise gewalttätig entwaffnet. Da inzwischen zwei neue Jahrgänge Platz an den Bildungseinrichtungen brauchten und die Arbeitsmärkte stagnierten, entschloss sich die politische Führung, zehntausende Jugendliche aufs Land zu verschicken. Damit löste sie nicht nur das Problem des Überschusses an Schülern und Studenten, sondern trennte auch die ehemaligen Mitglieder der Roten Garden von ihren Kameraden und ihren Machtbasen. Zwischen 1967 und 1979 wurden insgesamt 16.470.000 städtische Jugendliche landverschickt.

## Adaptionen
- In Jung Changs Autobiografie Wilde Schwäne wird der Terror und die Grausamkeiten von Rotgardisten beschrieben.
- Im Roman Red Scarf Girl von Ji-Li Jiang werden die Verbrechen während der Kulturrevolution beschrieben.
- In der Autobiografie von Li Cunxin Maos letzte Tänzer werden wiederholt die Verbrechen der Rotgardisten beschrieben.
- In der Trisolaris-Trilogie von Liu Cixin wird wiederholt auf die Rotgardisten und die Kulturrevolution Bezug genommen.